# Juncus articulatus
Il giunco nodoso (Juncus articulatus L., 1753) è una pianta della famiglia delle Giuncacee.